# Adelges prelli
Adelges prelli är en insektsart. Adelges prelli ingår i släktet Adelges och familjen barrlöss. Inga underarter finns listade i Catalogue of Life.